# Joseph Salvat
Ne doit pas être confondu avec Josef Salvat.
Pour les articles homonymes, voir Salvat.
Joseph Salvat, né le 8 novembre 1889 à Rivel (Aude) et mort le 29 décembre 1972 à Surba (Ariège) est un linguiste français et un Majoral du Félibrige.

## Biographie
Né à Rivel (Aude) dans une famille très modeste de deux filles et cinq garçons, il devient prêtre comme son frère Pierre, le dernier frère (Jean-Baptiste) reprenant la ferme familiale. Ordonné en 1912, il est mobilisé en 1914. Après la guerre, il fera publier une étude honorant les enfants de son village morts pour la France.
Après avoir terminé ses études, il est nommé au Petit Séminaire de Castelnaudary (1927). C'est là qu'il fonde avec Prosper Estieu, le 19 novembre 1927, le Collège d'Occitanie, dont il devient la cheville ouvrière, qui offre des cours d’occitan par correspondance, et qu'il présidera jusqu'à sa mort.
Mais déjà il a commencé une carrière de prédicateur et, dès 1924, un sermon qu'il a donné à Saint-Just de Narbonne sera publiée, publication qui sera suivie de beaucoup d'autres. Tant par ses prédications que par son enseignement, Joseph Salvat se fait le défenseur de l'occitan, qu'il illustre non seulement par des publications scientifiques (notamment sa Gramatica Occitana) mais par des prêches en occitan auquel il entend rendre vie, citant fréquemment la pensée de Frédéric Mistral : « qui tient sa langue tient la clé / qui de ses chaînes le délivre ». 
Outre son enseignement, ses publications, ses nombreux élèves (parmi lesquels la philologue belge Rita Lejeune), il fait progressivement du sermon en occitan son principal moyen d'action : il en prononça plus de deux cents dans cette langue. 
Devenu professeur à l'Institut catholique de Toulouse où il assure pendant vingt-trois ans le cours de littérature occitane. Joseph Salvat est l’un des fondateurs de l’Escòla occitana, une école félibréenne. Dès 1927, il est élu Félibre majoral au Consistoire du félibrige. Le 21 juin 1931, il est élu à l'Académie des Jeux floraux de Toulouse, où il prononce l'éloge de Joseph Anglade, et ses travaux lui valent une notoriété enviable.
Dans la nuit du 8 au 9 juin 1944, Joseph Salvat est arrêté, ainsi que Mgr Bruno de Solages, recteur de l'Institut catholique de Toulouse et d'autres professeurs, parmi lesquels l'abbé Decahors, qui laissera un témoignage écrit de leur arrestation et de leur déportation.
D'abord enfermés au camp de Compiègne, les Prominenten, comme ils sont appelés sur les listes allemandes, porteront plus tard le titre de « déportés d'honneur ». En effet, l'abbé Joseph Salvat et ses compagnons sont déportés en août 1944 au camp de Neuengamme, en compagnie notamment d’Albert Sarraut et de Jean Baylet. L'autorité morale de l'abbé Salvat le fait désigner comme « majoral » du camp. Pendant toute sa captivité, l'abbé tient un journal de captivité qu'il parvient à dissimuler et rapporter quand le camp de Neuengamme est libéré par les Alliés. 
Rentré à  Toulouse, l'abbé Salvat reprend ses activités. En 1962, le poète auvergnat Benezet Vidal meurt et il reçoit de la famille de ce dernier le manuscrit de Jan Combralha, non publié afin de l'analyser. En 1969, il est nommé chevalier de la Légion d'honneur. L'abbé, qui sera élevé au rang de chanoine, mentionnera souvent qu'il a rapporté de captivité un journal de sa déportation; il ne fait pas non plus mystère de son souhait de voir ce journal publié, mais après son décès. Dans ce but, il  recopie soigneusement son journal, écrit d'abord en français puis assez vite en occitan.
C'est son successeur, le chanoine Nègre, qui assurera la publication posthume. « L'on savait que le chanoine Salvat avait écrit et conservé un Diurnal de sa déportation, dont il avait dévoilé quelques passages. Sa volonté était bien qu'on le publiât après sa mort. Il en avait rédigé une copie prête pour l'impression dans six forts cahiers, que j'ai facilement retrouvés dans ses papiers. La grosse surprise a été de découvrir l'original : le journal écrit au jour le jour, à la dérobée, au crayon, d'abord sur de petits feuillets... de vilain papier jaunâtre, puis sur deux carnets de format encore plus petit, d'une écriture serrée, sans marges ; enfin de nouveau sur des feuillets jaunâtres. Le tout, enveloppé de papier goudronné (celui qui servait à réparer les toits à Neuengamme), s'est usé, maculé, écorné imprégné de sueur dans les poches, les sacs, les cachettes : c'est avec une émotion intense que j'ai touché et feuilleté cette informe et précieuse relique. Le Collège d'Occitanie se fera un devoir de la conserver dans ses archives ». 
À la fin de sa vie, le chanoine Salvat s'est retiré à Surba dans l'Ariège où il sera inhumé après son décès à Toulouse le 2 janvier 1973 lors d'une hospitalisation. Son ancienne élève Rita Lejeune, devenue professeur à l'université de Liège et professeur émérite de l'Université de Bordeaux, vint de Belgique veiller sur ses derniers instants. 
Il reste de lui de nombreuses photographies et un très grand tableau dont il a fait don à sa famille et qui est toujours à Rivel dans sa maison natale.

## Publications
- Gramatica Occitana, Édouard Privat éditeur, Toulouse, 1943
- Étude sur Pèire Godolin. Œuvres de Pèire Godolin, choisies et annotées, 1950
- « Provençal ou occitan ? », dans Annales du Midi,  1954, tome 66, no 27, numéro spécial Hommage à la mémoire d'Alfred Jeanroy, p. 229-241 (lire en ligne)